# John Hely-Hutchinson
El general John Hely-Hutchinson, Segundo Conde de Donoughmore (15 de mayo de 1757 – 29 de junio de 1832) fue un militar y político anglo-irlandés, par hereditario del Reino Unido.

## Antecedentes personales
Fue hijo del abogado y político irlandés John Hely-Hutchinson y de Christiana Hely-Hutchinson, Primera Baronesa Donoughmore. En 1801 le fue creado el título hereditario de Baron Hutchinson, ganando un asiento en la Cámara de los Lores; más tarde sucedería a su hermano Richard Hely-Hutchinson en todos los títulos de este, incluyendo el de Primer Conde de Donoughmore. Se educó en el colegio Eton, luego en el Magdalen College de Oxford, y más tarde en el Trinity College de Dublín. Falleció el 29 de junio de 1832, sin haber contraído nunca matrimonio.

## Carrera militar
Ingresó en el ejército con el rango de corneta (el más bajo en el arma de caballería) en el 18.º Regimiento de Dragones en 1774, ascendiendo a Teniente el año siguiente. En 1776 fue promovido a Capitán el 67.º Regimiento de Infantería, y luego al grado de Mayor en el mismo cuerpo en 1781. Cambió de regimiento nuevamente en 1783, ascendiendo al grado de Teniente Coronel en el 77.º Regimiento de Infantería.
En marzo de 1794 obtuvo la promoción para Colonel, más tarde ascendiendo a Mayor General en mayo de 1796, a Teniente General en septiembre de 1803, y finalmente a General el 3 de junio de 1813.
Sirvió en las campañas de Flandes de 1793 como ayudante de campo de Sir Ralph Abercromby, y en Irlanda durante la Rebelión irlandesa de 1798, donde fue el segundo al mando en la Batalla de Castlebar, bajo las órdenes del General Lake. En 1799, durante las guerras napoleónicas, participó de la expedición a los Países Bajos, y fue segundo al mando en la expedición de 1801 a Egipto, comandada por Abercromby. Tras la muerte de Abercromby en marzo de 1801, luego de ser herido mortalmente en la Batalla de Alejandría, Hely-Hutchinson pasó al mando de la fuerza expedicionaria. En recompensa por sus éxitos en la campaña, el Sultán otomano Selim III lo nombró Caballero de Primera Clase de la Orden de la Luna Creciente.

## Carrera política
Hely-Hutchinson ocupó el asiento como Miembro de Parlamento (MP) por los distritos electorales irlandeses de Lanesborough desde 1776 a 1783 y de Taghmon desde 1789 a 1790. Posteriormente representaría a la ciudad de Cork en la Cámara de los Comunes de Irlanda hasta el Acta de Union (1800) para convertirse más tarde (1801) en miembro del Parlamento del Reino Unido, también representando a Cork, ya como distrito electoral británico, hasta 1082.